# Diophtalma telegone
Diophtalma telegone är en fjärilsart som beskrevs av Jean Baptiste Boisduval 1836. Diophtalma telegone ingår i släktet Diophtalma och familjen Riodinidae. Inga underarter finns listade i Catalogue of Life.